# Итальянский полдень
«Италья́нский по́лдень» («Италья́нка, снима́ющая виногра́д») — картина русского художника Карла Брюллова.
Парная к «Полдню» картина «Итальянское утро» написана в 1823 году и была подарена Обществом поощрения художников Александре Фёдоровне, жене Николая I. Император захотел получить парную к «Утру» картину, что послужило началом написания Брюлловым картины «Итальянский полдень». «Полдень» был написан в 1827 году и стал причиной разрыва художника с Обществом поощрения художников. Картина появилась на выставке в Петербурге и получила много нелестных отзывов. Критики посчитали, что модель не изящна и не соответствует «классическим идеалам» красоты.
Отзыв на картину в письме к художнику был таким:
Ваша модель была более приятных, нежели изящных соразмерностей, и хотя по предмету картины не требовалось слишком строгого выбора, но он не был бы излишним, поелику целью художества вообще должна быть избранная натура в изящнейшем виде, а изящные соразмерности не суть удел людей известного класса
На критику Брюллов ответил следующее:
Причиной моей погрешности  было желание отличить сию картину и самим отличием форм от первой картины, представляющей подобный же предмет; найдя же, что правильные формы все между собою сходствуют, как-то особенно заметно в статуях, где сия чистота форм необходима, и что в картине посредством красок, освещения и перспективы художник приближается более к натуре и имеет некоторое право отступить от условной красоты форм, я решился искать того предположенного разнообразия  в тех формах простой натуры, которые нам чаще встречаются и нередко даже более нравятся, нежели строгая красота статуй.

## Сюжет
На картине изображена молодая женщина, снимающая виноград.
Моделью стала простая итальянка. Брюллов писал свою картину в саду под настоящим виноградником, в солнечном полуденном освещении.

## Версии
Более поздняя уменьшенная версия «Итальянского полдня» была написана в 1831 году. Эта картина хранится в Третьяковской галерее.